# Ebersecken
Ebersecken är en ort i kommunen Altishofen i kantonen Luzern i Schweiz. Den ligger cirka 32 kilometer nordväst om Luzern. Orten har 361 invånare (2023).
Orten var före den 1 januari 2020 en egen kommun, men inkorporerades då i kommunen Altishofen.